# Verwaltungsgericht der Weltbank
Das Verwaltungsgericht der Weltbank (englisch World Bank Administrative Tribunal, WBAT) ist ein internationales Gericht, das für die dienstrechtlichen Belange der rund 10.000 Mitarbeiter der Institutionen der Weltbankgruppe zuständig ist. Es wurde am 1. Juli 1980 gegründet und hat seinen Sitz in Washington, D.C., dem Hauptsitz der Weltbank.

## Zuständigkeit und Rechtsgrundlagen
Die Zuständigkeit des Verwaltungsgerichts der Weltbank umfasst Entscheidungen über Anträge von Mitarbeitern der Weltbankgruppe, welche die Nichteinhaltung ihrer Arbeitsverträge beziehungsweise Einstellungsvereinbarungen sowie sonstiger dienstrechtlicher Bestimmungen einschließlich der Regelungen zur Altersversorgung zum Inhalt haben. Rechtsgrundlagen des Gerichts sind das 30. April 1980 vom Gouverneursrat der Weltbank beschlossene Statut in der letzten Fassung vom 18. Juni 2009 sowie die vom Gericht am 26. September 1980 verabschiedeten Verfahrensregeln in der seit dem 1. Januar 2002 gültigen Fassung.

## Organisation und Arbeitsweise

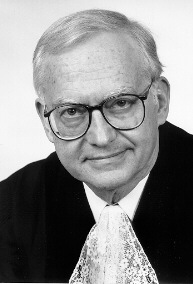
Stephen Myron Schwebel, Präsident des Verwaltungsgerichts

Das Verwaltungsgericht der Weltbank besteht aus sieben Richtern, die alle aus verschiedenen Vertragsstaaten der Weltbank kommen. Für die Ernennung der Richter ist das Exekutivdirektorium der Weltbank zuständig, das auf der Basis einer Vorschlagsliste entscheidet, die der Präsident der Weltbank mit Unterstützung durch ein Beratergremium ausarbeitet. Die Amtszeit der Richter beträgt fünf Jahre, eine Wiederernennung ist einmal möglich.
Voraussetzung für die Annahme von Anträgen durch das Gericht ist im Regelfall die Ausschöpfung der organisationsinternen Einspruchs- und Klärungsmöglichkeiten. Reguläre Sitzungen des Gerichts finden einmal jährlich statt. Das Gericht ist beschlussfähig bei Anwesenheit von mindestens fünf Mitgliedern. Einzelne Fälle können jedoch auch durch Panel von je drei Richtern entschieden werden, denen entweder der Präsident des Gerichts oder einer seiner beiden Stellvertreter angehört. Beschlüsse werden mit einfacher Mehrheit gefällt, bei Stimmengleichheit entscheidet der Präsident oder sein beauftragter Stellvertreter. Alle Entscheidungen des Gerichts sind endgültig.
Derzeitiger Präsident des Gerichts ist seit Oktober 2010 der amerikanische Jurist Stephen Myron Schwebel, der zuvor bereits am Internationalen Gerichtshof und am Verwaltungsgericht des Internationalen Währungsfonds tätig war.